# 소켄비차
소켄비차(爽健美茶, Sokenbicha, /ˌsoʊkənˈbiːtʃə/; ja)는 코카콜라 컴퍼니의 일본 블렌드 차 브랜드이다. 1993년 일본 시장에 처음 출시되었으며, 2010년 10월에는 미국 시장에도 출시되었다.
미국에서 소켄비차는 일본한방의학의 가르침에서 영감을 받은 5가지 블렌드 차 제품군을 선보인다. 이 제품은 일본 최대의 캄포 부티크인 니혼도와의 협력으로 보증 및 제조된다. 이 제품들은 무칼로리이며 무설탕이다.

## 미국 제품
병 크기: 15.2 fl oz/450 ml
미국에서 소켄비차는 다음 5가지 종류로 판매된다:
- 리바이브 – 천연 식물성 성분이 함유된 상큼한 우롱차 블렌드. 성분: 우롱차 잎, 홍차 잎, 장미 꽃잎, 로즈힙, 인삼.
- 디펜드 – 천연 식물성 성분이 함유된 부드러운 우롱차 블렌드. 성분: 우롱차 잎, 홍차 잎, 구아바 잎, 인삼.
- 퓨리파이 – 천연 식물성 성분이 함유된 향기로운 녹차 블렌드. 성분: 녹차 잎, 우롱차 잎, 홍차 잎, 캐모마일, 알로에.
- 셰이프 – 천연 식물성 성분이 함유된 진한 보리차 블렌드. 성분: 볶은 율무, 볶은 쌀, 보이차 잎, 녹차 잎, 볶은 현미, 어린 보리 잎.
- 스킨 – 천연 식물성 성분이 함유된 풍부한 보리차 블렌드. 성분: 볶은 율무, 볶은 쌀, 보이차 잎, 녹차 잎, 볶은 현미, 어린 보리 잎, 시나몬, 생강.